# 엘리겐트쌀쥐
엘리겐트쌀쥐(Euryoryzomys nitidus)는 비단털쥐과에 속하는 설치류의 일종이다. 이전에는 쌀쥐속에 속하는 학명 Oryzomys nitidus로 분류했지만, 쌀쥐속과는 관련이 없으며 이제는 맥코넬쌀쥐속으로 분류하고 있다. 안데스산맥 동부의 볼리비아와 브라질, 페루에 분포하며, 저지대 열대우림과 해발 50~2000m의 산악 지대 동부 구릉지대 숲에서 발견된다.

## 특징
엘리겐트쌀쥐는 중형 쌀쥐로 머리부터 몸까지 길이는 약 136mm이고, 꼬리 길이와 거의 같다. 머리와 등에 황갈색 또는 황갈색-갈색의 짧고 무성한 털이 덮여 있으며, 머리 옆면과 옆구리는 황토색을 띤다. 하체는 희끄무레한 회색이다. 꼬리는 얼룩덜룩한 꼬리 끝 부근을 제외하고는 균일한 색을 띤다. 앞발과 뒷발 윗면은 흰털이 덮여 있고, 발톱은 털에 가려져 있다.

## 분포 및 서식지
엘리겐트쌀쥐의 주요 개체군은 페루와 볼리비아의 안데스산맥 구릉 지대와 브라질 서부와 인근 저지대에서 발견된다. 그러나 외딴 지역의 개체군은 브라질 남중부와 파라과이, 아르헨티나 북동부 지역의 분산된 지역에서 확인된다. 아마존 분지 상류에서는 근연종 맥코넬쌀쥐의 분포 지역과 겹친다. 해발 50~2000m에서 서식하며, 전형적인 서식지는 열대와 아열대 우림이다. 이차림에서도 발견되며, 상당한 서식지 파괴에서도 견디는 것으로 추정된다. 복구된 다른 장소에는 일차림과 이차 건조 활엽수림과 강가의 대상림, 야자수가 있는 사바나 지역, 습지 숲, 농경지와 목초지, 스포츠 경기장 사이의 마을 주변이 포함된다. 마투그로수두술주 판타나우 서부 경계 지역 고립된 단층 지괴의 구릉 지대에서도 발견된다. 육상에서 생활하는 동물이다.

## 안데스 한타바이러스 변종
페루의 작은 설치류에 관한 연구에서 엘리겐트쌀쥐는 4번째로 가장 많이 포획되는 종이며, 전체 362마리의 설치류 중에서 35마리가 잡혔다. 이 중 6마리는 성체 수컷 엘리겐트쌀쥐를 포함된 한타바이러스 변종 IgG를 갖고 있다. 한타바이러스는 사람에게 한타바이러스 폐증후군을 일으킬 수 있으며, 인수공통감염병으로 발생 비율은 현재 낮지만 발생할 경우에 종종 치명적이다.

## 보전 상태
엘리겐트쌀쥐는 흔하게 널리 분포하는 종이다. 여러 보호 지역에서 발견되며, 알려진 특별한 위협 요인은 없다. 그래서 국제 자연 보전 연맹이 보전 등급을 "관심대상종"으로 지정하고 있다.